# Elko Speedway
O Elko Speedway é um autódromo localizado em Elko New Market, no estado de Minnesota, nos Estados Unidos, o circuito é no formato oval com 0,8 km (0,375 milhas) de extensão.
Foi inaugurado em 1965 e recebe corridas da ARCA Racing Series e categorias regionais da NASCAR.